# تپه صفر اولن
تپه صفر اولن مربوط به عصر آهن است و در شهرستان ابهر، بخش مرکزی، دهستان دولت‌آباد، روستای ینگه کند، ۱۳۰۰ متری جنوب غربی روستا واقع شده و این اثر در تاریخ ۲۶ دی ۱۳۸۶ با شمارهٔ ثبت ۲۰۵۴۵ به‌عنوان یکی از آثار ملی ایران به ثبت رسیده است.